# Boss CS-2 Compression Sustainer
Boss CS-2 Compression Sustainer är en effektpedal för gitarr, tillverkad av Roland Corporation under varumärket Boss mellan 1981 och 1986. Effektpedalen tillverkades i Japan.

## Historia
Boss CS-2 Compression Sustainer var en vidareutveckling av Boss CS-1 Compression Sustainer som tillverkades mellan 1978 och 1982.
Likt alla kompressionspedaler minskar ljudets utgång över ett inställt tröskelvärde i förhållande till insignalens styrka, vilket gör nivåer konsekventa och förbättrar sustain. Boss CS-2 Compression Sustainer använder sig av VCA (Voltage Controlled Amplifier) istället för fotokopplare som använts i Boss CS-1 Compression Sustainer. Detta på grund av att VCA påskyndar signalbehandlingen och gör attacken mycket snabbare jämfört med föregångaren. Boss CS-2 Compression Sustainer har även ett reglage för "attack", som kan användas för att kontrollera detta.